# Ramoty (województwo warmińsko-mazurskie)

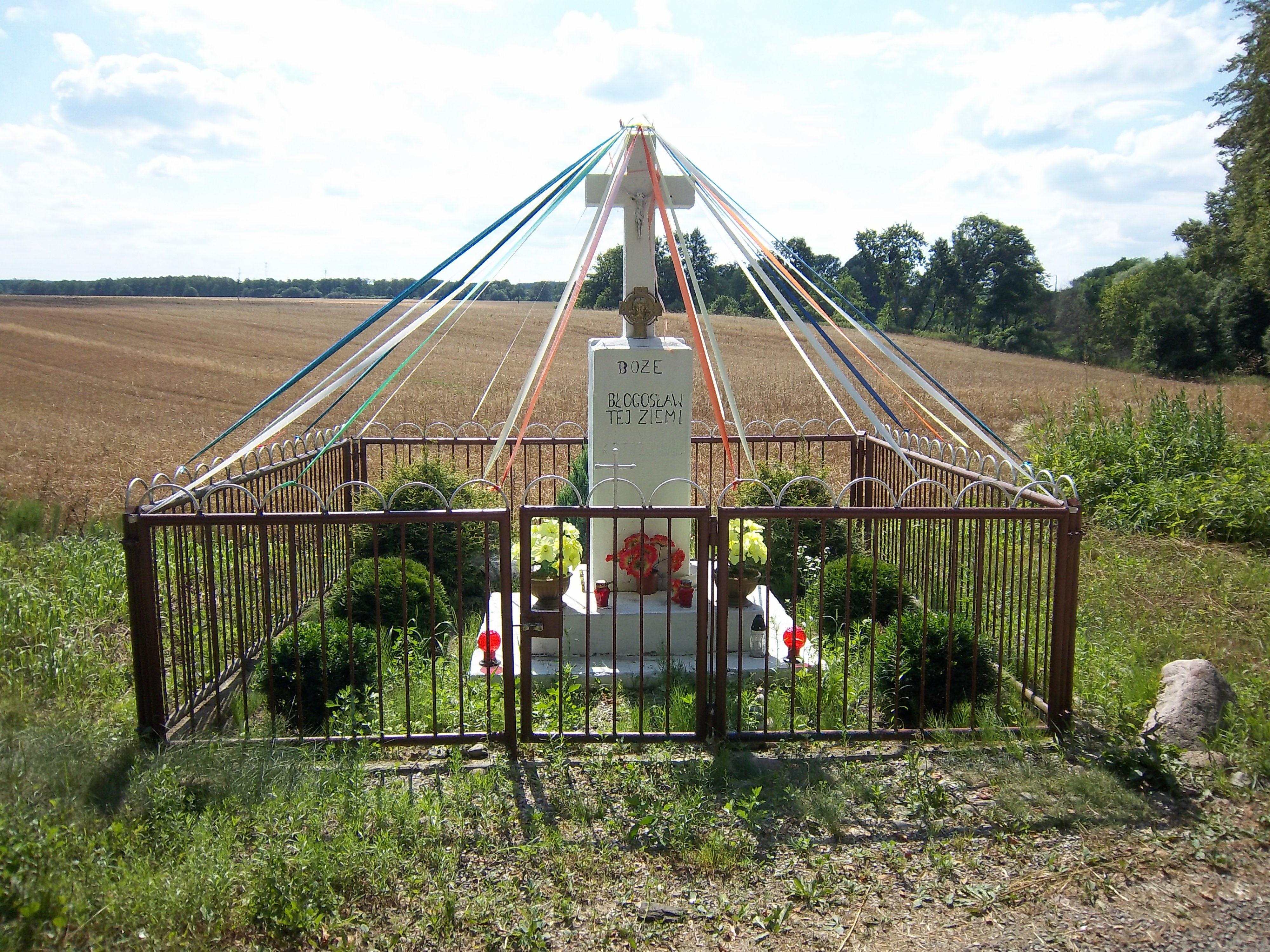
Kapliczka na skrzyżowaniu DW530 i drogi do Ramot

Ramoty (niem. Ramten) – osada w Polsce położona w województwie warmińsko-mazurskim, w powiecie ostródzkim, w gminie Łukta. W latach 1975–1998 miejscowość położona była w województwie olsztyńskim.
Wieś jest siedzibą sołectwa Ramoty, leży około 1500 metrów od brzegu urokliwego jeziora Marąg (Morąg). 
Dojazd do wsi drogą nr 530 około 2,5 km od Łukty w kierunku Dobrego Miasta. Dojazd z Olsztyna drogą nr 527 w kierunku Pasłęka do Łukty (29 km – około 30 minut jazdy), na rondzie w Łukcie zjazd w kierunku Dobrego Miasta.

## Historia
Wieś lokowana w 1340 r. przez trzech pruskich braci, nazwę swą wzięła od imienia jednego z nich. W dokumentach z 1419 r. miejscowość zapisana była jako Ramod, później (1515) jako Ramot. W późniejszych dokumentach pojawiały się następujące nazwy wsi: Rammut (1541), Rambten (1578) i w końcu Ramten. W dokumentach z 1540 r. zachowały się imiona chłopów, mieszkających w Ramotach: Radieschke, Martscheine, Urban, Marcus, Casper, Jane, Jandresche, wymieniona była także „wdowa” (ale bez podania imienia). W tym czasie wieś miała prawo chełmińskie, czynsz kościelny od każdej włóki wynosił 15 szylingów, pastuch płacił 4 szylingi. Do wsi należały także dobra w Wittigt, obciążone podatkiem w wysokości 6 marek.
W 1578 r. książę Albrecht wydał pozwolenie Achatiusowi Borck na wydobywania rudy darniowej na terenie, zawiadywanym przez urząd w Morągu. Pozwolenie wystawiono na 10 lat za 50 marek rocznego czynszu. Postawiono jednak warunek, że Borck nie zniszczy okolicznych łąk, pól i lasów, a powstałe doły po wydobyciu rudy zostaną zasypane. Gdyby zasoby rudy nie były wystarczające do produkcji, wtedy na specjalna prośbę udostępnione zostaną tereny przyległe. Budowa huty żelaza rozpoczęła się w 1591 r. Wydobyto zaledwie 50 przyczep rudy darniowej, co nie było wystarczające. Brakowało przede wszystkim wody, gdyż w okresie suszy brakowało wody by poruszać maszyny w młotowni. Postanowiono doprowadzić wodę z kilku źródeł i okolicznych rzeczek (dopływ wody z dwu ramuckich jezior i rzeki Locke – Łukcianka, rzeka Łukta). Pomimo tych inwestycji młotownia nie pracowała wydajnie, dlatego Borck przestawił się na wytwarzanie smoły drzewnej. W 1595 r. Borck uzyskał zezwolenie na wycinkę, w ciągu sześciu lat, drzew z okolicznych lasów. Opłatę roczną wyznaczono na 80 marek gotówką oraz dwie tony smoły i dziegciu na potrzeby zamku w Ostródzie. W tym czasie spór o połów ryb w okolicznych wodach toczyli Achanatius Borck i Fabian von der Baltz z Koziej Góry.
W 1619 Fabian Borck (syn Achanatiusa) wybudował w Ramotach młyn. Posiadał także tartak w innej wsi. Mniej więcej w 1630 r. zmienił nazwisko na von Bock i został nadmarszałkiem.
Przed 1939 r. w Ramotach znajdował się ośrodek doświadczalny hodowli roślin (zboża, ziemniaki). We wsi mieściła się zawodowa szkoła mleczarska oraz gospodarstwo rolne rodziny von Dohna. W 1939 roku we wsi mieszkało 177 osób.
W 1974 r. do sołectwa Komorowo (Gmina Łukta, powiat ostródzki) należały następujące miejscowości: wieś Komorowo, PGR Komorowo, PGR Nowe Ramoty i PGR Ramoty.

## Zabytki
We wsi znajdują się zabytkowe (zespół dworski): dwór wraz z chlewnią, oborą, dwoma stodołami, stajnią, kuźnią oraz magazynem zbożowym.